# Municipio de Allison (Illinois)
El municipio de Allison (en inglés: Allison Township) es un municipio ubicado en el condado de Lawrence en el estado estadounidense de Illinois. En el año 2010 tenía una población de 267 habitantes y una densidad poblacional de 2,27 personas por km².

## Geografía
El municipio de Allison se encuentra ubicado en las coordenadas 38°43′10″N 87°34′56″O / 38.71944, -87.58222. Según la Oficina del Censo de los Estados Unidos, el municipio tiene una superficie total de 117.44 km², de la cual 115,37 km² corresponden a tierra firme y (1,76 %) 2,07 km² es agua.

## Demografía
Según el censo de 2010, había 267 personas residiendo en el municipio de Allison. La densidad de población era de 2,27 hab./km². De los 267 habitantes, el municipio de Allison estaba compuesto por el 99,63 % blancos, el 0,37 % eran asiáticos. Del total de la población el 0 % eran hispanos o latinos de cualquier raza.